# 特里·多齐尔
特里·林纳德·多齐尔（英語：Terry Linnard Dozier，1966年6月29日—），美国NBA联盟前职业篮球运动员。